# Jerzy Młynarczyk
Jerzy Młynarczyk, né le 2 août 1931, à Wilno, en Pologne (actuellement Vilnius en Lituanie), est un ancien joueur polonais de basket-ball.